# Кариолизис
Кариоли́зис (от греч. κάρυον — «орех, ядро» и λύσις — «разложение») — растворение в цитоплазме клетки частиц распавшегося вследствие кариорексиса клеточного ядра. Кариолизис является последним этапом некробиоза и наступает после кариопикноза и кариорексиса. При кариолизисе ядро клетки не контурируется и теряет способность к окрашиванию вследствие расщепления нуклеиновых кислот на фосфорную кислоту и пуриновые основания, которые уже не воспринимают основных красителей.